# Chompoothip Jundakate
Chompoothip Jundakate (thailändisch ชมภู่ทิพย์ จันดาเขต; * 3. November 1995) ist eine thailändische Tennisspielerin.

## Karriere
Chompoothip spielt bislang vorrangig auf der ITF Women’s World Tennis Tour, wo sie bislang drei Titel im Doppel erringen konnte.
Bei der Sommer-Universiade 2017 erreichte sie das Achtelfinale im Mixed zusammen mit ihrem Partner Nuttanon Kadchapanan. Bei der Sommer-Universiade 2019 gewann sie die Bronzemedaille im Dameneinzel.
2020 debütierte sie in der thailändischen Billie-Jean-King-Cup-Mannschaft, ihre Billie-Jean-King-Cup-Bilanz weist bislang 5 Siege bei einer Niederlage aus.

## Turniersiege

### Doppel
| Nr. | Datum             | Turnier    | Kategorie   | Belag     | Partnerin            | Finalgegnerinnen                      | Ergebnis |
| --- | ----------------- | ---------- | ----------- | --------- | -------------------- | ------------------------------------- | -------- |
| 1.  | 3. November 2018  | Nonthaburi | ITF $15.000 | Hartplatz | Hua-Chen Lee         | Dariya Detkovskaya Supapitch Kuearum  | 6:1, 6:3 |
| 2.  | 10. November 2018 | Nonthaburi | ITF $15.000 | Hartplatz | Tamachan Momkoonthod | Suzan Lamens Nina Stadler             | 6:3, 6:4 |
| 3.  | 25. Juni 2022     | Chiang Rai | ITF W15     | Hartplatz | Tamachan Momkoonthod | Anchisa Chanta Patcharin Cheapchandej | kampflos |